# Episodi di Squadra Speciale Vienna (quarta stagione)
La quarta stagione della serie televisiva Squadra Speciale Vienna è stata trasmessa in anteprima in Austria dalla ORF tra il 14 ottobre 2008 e il 10 febbraio 2009.
| nº | Titolo originale           | Titolo italiano | Prima TV Austria | Prima TV Italia |
| -- | -------------------------- | --------------- | ---------------- | --------------- |
| 1  | Der Augenzeuge             |                 | 14 ottobre 2008  |                 |
| 2  | Sisis Vermächtnis          |                 | 21 ottobre 2008  |                 |
| 3  | Der Fall Dr. Seiler        |                 | 28 ottobre 2008  |                 |
| 4  | Blutiger Ernst             |                 | 4 novembre 2008  |                 |
| 5  | Du sollst nicht töten      |                 | 14 novembre 2008 |                 |
| 6  | Nachts kaum Abkühlung      |                 | 18 novembre 2008 |                 |
| 7  | Saitenspiel                |                 | 2 dicembre 2008  |                 |
| 8  | Der zweite Mann            |                 | 9 dicembre 2008  |                 |
| 9  | Abgestürzt                 |                 | 16 dicembre 2008 |                 |
| 10 | Verlorene Jugend           |                 | 30 dicembre 2008 |                 |
| 11 | Mörderisches Geheimnis     |                 | 10 dicembre 2008 |                 |
| 12 | Tödliche Versuchung        |                 | 16 gennaio 2009  |                 |
| 13 | Wettlauf mit dem Tod       |                 | 27 gennaio 2009  |                 |
| 14 | Verrat                     |                 | 3 febbraio 2009  |                 |
| 15 | Reise in die Vergangenheit |                 | 10 febbraio 2009 |                 |